# Lữ đoàn Đặc công 1, Quân đội nhân dân Việt Nam
Lữ đoàn Đặc công Biệt động 1 (còn gọi Đoàn M1) là một đơn vị đặc công cấp lữ đoàn của Quân đội nhân dân Việt Nam, trực thuộc sự chỉ huy của Bộ Tư lệnh Binh chủng Đặc công.
Tiền thân của Đoàn M1 là Tiểu đoàn Đặc công Biệt động 1 được thành lập ngày 15 tháng 4 năm 1968 tại thôn Yên Duyên, xã Yên Sở, huyện Thanh Trì (nay thuộc phường Yên Sở, quận Hoàng Mai), Hà Nội. Ngày 5 tháng 6 năm 1974, Trung đoàn Đặc công Biệt động 1 được thành lập với tiểu đoàn 1 làm nòng cốt.
Đoàn M1 đã tham gia nhiều trận đánh, tiêu biểu là:
- Trận đánh sân bay Utapao (T90) ngày 09 tháng 01 năm 1972, đã phá huỷ 8 máy bay B52;
- Trận đánh sân bay Udon ngày 2 tháng 10 năm 1972, phá hủy 23 máy bay B-52, 1 trạm điện, 1 kho xăng
- Trận đánh sân bay Ubon cũng ngày 2 tháng 10 năm 1972;
- Các trận đánh chiếm và giữ căn cứ không quân NK, KR các sân bay UT, UB tháng 4 năm 1975;

Đoàn M1 đã được Nhà nước Việt Nam tặng 1 huân chương Quân công hạng Nhất, 1 huân chương Quân công hạng Nhì, 3 huân chương Quân công hạng Ba và 5 huân chương Chiến công hạng Nhất, Nhì, Anh hùng lực lượng vũ trang nhân dân (năm 2008). Một số tập thể và cá nhân của Đoàn M1 cũng được phong Anh hùng.